# Молдовсько-шведські відносини
Молдо́всько-шве́дські відно́сини — двосторонні міжнародні відносини між Молдовою та Швецією. У Молдови є посольство в Стокгольмі. У Швеції є посольство в Кишиневі.
Обидві країни є членами Ради Європи та Організації з безпеки й співробітництва в Європі.

## Шведська підтримка
Швеція є одним з основних донорів Молдови. З 1996 Швеція забезпечила Молдову технічно підтримкою на суму в 30 млн доларів США, що значно допомогло укріпити такі сфери як: захист прав людини, демократія, якість державного врядування, публічна медицина, освіта, сільське господарство, енергетика, інфраструктура, транспорт та приватний сектор. Більшість з цієї допомоги було надано через Шведську агенцію зі співробітництва по міжнародному розвитку.
У 2007 уряд Швеції встановив стратегію на 2007–2010 щодо співпраці з Молдовою, яка передбачала 11 млн євро фінансової допомоги щорічно для таких важливих трьох секторів: якість державного врядування, зміцнення конкурентності в сільській місцевості та зменшення уразливості сфери енергетики.